# Sylfik lśniący
Sylfik lśniący (Lophornis stictolophus) – gatunek małego ptaka z podrodziny paziaków w rodzinie kolibrowatych (Trochilidae). Występuje w Wenezueli, Kolumbii, Ekwadorze i Peru. Sylfik lśniący jest bardzo podobny do sylfika rdzawoczubego (Lophornis delattrei). Jest klasyfikowany jako gatunek najmniejszej troski (LC, ang. Least Concern).

## Systematyka
Gatunek ten po raz pierwszy zgodnie z zasadami nazewnictwa binominalnego opisali Osbert Salvin i Daniel Giraud Elliot w 1873 roku na łamach „Ibis”. Autorzy nadali gatunkowi nazwę Lophornis stictolophus, jako miejsce typowe podali Antioquia w Kolumbii. Nie wyróżnia się podgatunków.

### Etymologia
- Lophornis: gr. λοφος lophos „czub, grzebień”; ορνις ornis, ορνιθος ornithos „ptak”[11].
- stictolophus: gr. στικτος stiktos „cętkowany, łaciaty”[12].

## Morfologia
Sylfik lśniący jest małym ptakiem o długim, prostym i cienkim czerwonym dziobie o czarnym zakończeniu. Tęczówki czarne. Występuje dymorfizm płciowy. Samiec ma czoło i górę głowy rudą, na niej dosyć długi czub z niewielkimi czarnymi kropkami na końcu piór. Górne części ciała brązowozielone, na zadzie biały pas. Dolne części zadu i pokrywy nadogonowe fioletowobrązowe. Ogon podwójnie zaokrąglony, środkowe sterówki zielone, pozostałe cynamonowoszare z rudymi i czarnymi zakończeniami. Dolne części ciała zielonkaworude. Gardło i podgardle oraz dół szyi opalizujące, zielone z częścią piór zakończonych białymi plamkami, a na boku szyi z rudymi plamkami. Samica nie ma grzebienia. Ma czoło matowe cynamonowo-rude, gardło białawe z dużymi wyraźnymi rudymi plamami, brzuch cynamonowy z kilkoma zielonymi plamami. Ogon zaokrąglony z parą środkowych sterówek o kolorze zielonym, pozostałe sterówki głównie cynamonowe z czarniawymi dolnymi częściami i rudymi zakończeniami. Młode osobniki podobne są do samic, ale gardło mają szare. Długość ciała 6,4–6,9 cm.

## Zasięg występowania
Zasięg występowania (EOO, Extent of Occurrence) według szacunków organizacji BirdLife International obejmuje około 825 tys. km². Gatunek ten występuje w zachodniej Wenezueli, na południe poprzez wschodnią Kolumbię, wschodni Ekwador do północnego Peru, do doliny rzeki Marañón.

## Ekologia i zachowanie
Sylfik lśniący występuje na brzegach wilgotnych lasów, polanach i obszarach cerrado. Górna granica występowania to 1300 m n.p.m. (niektóre źródła podają także dolny zakres wysokości występowania na 100 m n.p.m.). Niewiele wiadomo o diecie tego gatunku, ale jest najpewniej bardzo podobna do diety sylfika rdzawoczubego i składa się głównie z nektaru roślin z rodzajów Inga (bobowate) i lantana (werbenowate) oraz z rodziny mirtowatych. Długość pokolenia jest określana na 2,08 roku.

### Rozmnażanie
Brak informacji.

## Status
W Czerwonej księdze gatunków zagrożonych IUCN sylfik lśniący jest klasyfikowany jako gatunek najmniejszej troski (LC, ang. Least Concern). Liczebność jego populacji nie została dokładnie określona, ale jest opisywany jako rzadki i rozmieszczony plamowo. Trend liczebności populacji jest uznawany za spadkowy.